# Giovanni Antonio Benvenuti
Giovanni Antonio Benvenuti (ur. 16 maja 1765 w Belvedere Ostrense, zm. 14 listopada 1838 w Osimo) – włoski kardynał.

## Życiorys
Urodził się 16 maja 1765 roku w Belvedere Ostrense, jako syn Giuseppego Benvenutiego i Maddaleny Tosi. Studiował na La Sapienzy, gdzie uzyskał doktorat utroque iure. 20 września 1788 roku przyjął święcenia kapłańskie. Po zakończeniu francuskiej okupacji Rzymu został relatorem Świętej Konsulty i protonotariuszem apostolskim. 2 października 1826 roku został kreowany kardynałem in pectore. Jego nominacja na kardynała prezbitera została ogłoszona na konsystorzu 15 grudnia 1828 roku i nadano mu kościół tytularny Santi Quirico e Giulitta. Tego samego dnia został biskupem Osimo, a 25 stycznia 1829 roku przyjął sakrę. W 1831 roku został legatem a latere w Romanii, by stłumić tam rebelię. Został jednak aresztowany i przetrzymywany jako zakładnik przez gubernatora Ankony. Negocjował także kapitulację, a kiedy konflikt się zakończył, postanowił nigdy więcej nie angażować się politycznie. Zmarł 14 listopada 1838 roku w Osimo.